# Monanthotaxis littoralis
Monanthotaxis littoralis (Bagsh. & Baker f.) Verdc. – gatunek rośliny z rodziny flaszowcowatych (Annonaceae Juss.). Występuje naturalnie w Kamerunie, Republice Środkowoafrykańskiej, Kongo, Demokratycznej Republice Konga, Ugandzie, Rwandzie, Burundi oraz Tanzanii. 

## Morfologia
PokrójZimozielony krzew.
LiścieMają podłużnie eliptyczny kształt. Mierzą 3–10 cm długości oraz 1,5–4 cm szerokości. Nasada liścia jest od zaokrąglonej do prawie sercowatej. Blaszka liściowa jest o tępym wierzchołku. Ogonek liściowy jest owłosiony i dorasta do 2–5 mm długości.
KwiatySą pojedyncze, rozwijają się w kątach pędów. Działki kielicha mają półokrągły lub owalny kształt, są owłosione i dorastają do 3–4 mm długości. Płatki mają owalnie eliptyczny kształt i osiągają do 3–8 mm długości. Kwiaty mają 13–15 owłosionych owocolistków o podłużnym kształcie i długości 3 mm.
OwocePojedyncze mają elipsoidalnie kulisty kształt, zebrane w owoc zbiorowy. Są osadzone na szypułkach. Osiągają 6–7 mm długości.

## Biologia i ekologia
Rośnie w zaroślach, lasach oraz na jego krawędziach, a także w Demokratycznej Republice Konga na brzegach rzek. We wschodniej Afryce występuje na wysokości do 1080–1170 m n.p.m., natomiast w Kamerunie do 1500 m n.p.m. (między innymi na stokach góry Mount Oku).